# Jock Taylor
John Robert "Jock" Taylor (Pencaitland (East Lothian), 9 maart 1954 - Lappeenranta, 15 augustus 1982) was een Schots motorcoureur in de zijspanklasse. Zijn beste seizoen was dat van 1980, toen hij samen met Benga Johansson wereldkampioen werd.

## Carrière
Jock Taylor nam voor het eerst aan een zijspanrace deel in 1974, toen hij 19 jaar oud was, als bakkenist van Kenny Andrews. In 1975 was hij echter al zelf zijspancoureur. In 1977 werd hij met bakkenist Lewis Ward zijspankampioen van Schotland. Hij won races op East Fortune bij Haddington, Beveridge Park in Kirkcaldy en Knockhill bij Dunfermline, maar ook enkele wedstrijden in Engeland.
In 1978 reed hij met bakkenist Kenny Arthur in de Sidecar TT, waarin ze in de eerste manche derde en in de tweede manche tweede werden. Met Lewis Ward trad hij aan in het wereldkampioenschap wegrace met een Windle-Yamaha, maar halverwege het seizoen werd Ward vervangen door Jimmy Neil. Ze werden derde in de Britse Grand Prix en eindigden het seizoen als zevende in de totaalstand.
1978 was ook het jaar dat Rolf Biland aan de start kwam met zijn revolutionaire BEO 77 A, in feite een raceauto op drie wielen met naafbesturing, waarbij de bakkenist in een stoeltje zat en alleen nog maar als ballast diende. Biland werd er wereldkampioen mee, maar het leverde de Fédération Internationale de Motocyclisme een probleem op. De samen met Louis Christen ontwikkelde BEO was peperduur en zou onverslaanbaar blijven als er niet werd ingegrepen.
Voor 1979 stelde de FIM dan ook twee klassen in: de B2A-klasse voor de meer conventionele zijspancombinaties en de B2B-klasse voor de hypermoderne maar dure constructies. Taylor schafte zich een Seymaz-combinatie aan voor de B2B-klasse, maar kon er niet aan wennen. Bij een raceongeval brak Jimmy Neil een pols en hij besloot met racen te stoppen. Zijn vervanger Dave Powell verongelukte bij een race in Oulton Park. Daarop haalde Jock Taylor zijn Windle-combinatie weer tevoorschijn om in de B2A-klasse verder te gaan.

### Benga Johansson
Zonder bakkenist reisde hij naar de Zweedse Grand Prix om te proberen daar een bakkenist te vinden. Hij vond de Zweedse 125cc-rijder Benga Johansson bereid in het zijspan plaats te nemen. Johansson had nog geen indrukwekkend palmares: in 1977 had hij wat punten gescoord in de 125cc-klasse, waardoor hij als 24e in het wereldkampioenschap wegrace was geëindigd. Hij had geen enkele ervaring als bakkenist, maar bleek een natuurtalent. Een beetje geholpen door pech van anderen won Jock Taylor samen met Benga Johansson zijn eerste Grand Prix. Johansson reisde mee naar de Britse Grand Prix, waarin ze tweede werden. In de totaalstand eindigden ze als vijfde.
In 1980 schafte de FIM de twee zijspanklassen weer af. Naafbesturingen werden gewoon verboden en dat speelde Jock Taylor en constructeur Terry Windle in de kaart. Taylor en Johansson wonnen vier van de acht Grands Prix en eindigden als wereldkampioen. Voor Taylor was de totaaloverwinning in de Sidecar TT misschien wel belangrijker. Bovendien werden ze tweede in het Brits kampioenschap.
In 1981 wonnen Taylor/Johansson beide manches van de Sidecar TT (in 1980 waren ze in de eerste manche tweede geworden en hadden ze alleen de tweede manche gewonnen). Ze reden een ronderecord van 108,29 mijl per uur dat zeven jaar zou blijven bestaan. Ze wonnen de Grand Prix van Oostenrijk en werden derde in het wereldkampioenschap.

## Overlijden
Tijdens de Grand Prix van Finland van 1982 wilden een aantal zijspancoureurs (Rolf Biland, Werner Schwärzel en Egbert Streuer) niet starten, maar Taylor zei daarover: "Racing is Racing. We ride for the money and we go home". Hij wilde rijden, net als Alain Michel. Het stratencircuit was als het droog was al gevaarlijk, maar nu had het de hele dag geregend, waardoor er al protesten van de solorijders waren geweest en er stonden door de spoorvorming grote plassen water op de baan. In de vierde ronde verloor Taylor op het rechte stuk bij het rennerskwartier de controle over de zijspancombinatie, die begon te tollen en zich om een onbeschermde houten telefoonpaal vouwde. Benga Johansson werd uit het zijspan geworpen, maar Jock Taylor zat bekneld. Hij werd door een aantal brandweerlieden uit zijn machine gezaagd. Ondanks telefonische verzoeken van de baanposten weigerde de organisatie de race stil te leggen. Twee ronden later verloor de Fin Pentti Niininvara op dezelfde plaats de controle en hij botste op de combinatie van Taylor, die nog steeds niet bevrijd was. Hierbij raakten vier brandweerlieden lichtgewond en brak er een zijn been. Later werd vastgesteld dat dit geen invloed had gehad op de situatie van Jock Taylor. Die werd naar een speciaal ziekenhuis in Lappeenranta gebracht, waar hij aan inwendige bloedingen overleed.
Jock Taylor werd begraven in Pencaitland en in 2006 werd er een memorial voor hem in het dorp geplaatst. Dat gebeurde ook in Beveridge Park in Kirkcaldy en in het Finse Imatra. In 1983 werd voor het eerst de Jock Taylor Trophy op Knockhill gereden. Deze zijspanrace is een jaarlijks evenement aan het einde van het seizoen.

## Wereldkampioenschap wegrace resultaten
(Races in vet zijn pole-positions; races in cursief geven de snelste ronde aan)
| Jaar | Klasse      | Team                   | Bakkenist                              | Combinatie           | 1 | 2     | 3      | 4     | 5     | 6     | 7     | 8     | 9       | 10    | 11      | 12      | 13    | 14    | Punten | Plaats | Overwinningen |
| ---- | ----------- | ---------------------- | -------------------------------------- | -------------------- | - | ----- | ------ | ----- | ----- | ----- | ----- | ----- | ------- | ----- | ------- | ------- | ----- | ----- | ------ | ------ | ------------- |
| 1978 | Zijspan     | Dennis Trollope Racing | Lewis Ward Jimmy Neil                  | Fowler-Windle-Yamaha |   |       | OOS 12 | FRA 7 | NAT 8 | NED - | BEL 6 |       |         | GBR 3 | DUI DNF | TSL 4   |       |       | 30     | 7e     | 0             |
| 1979 | Zijspan B2A | Dennis Trollope Racing | Jim Law, Jimmy Neil en Benga Johansson | Fowler-Windle-Yamaha |   | OOS - | DUI 5  |       |       |       | NED 3 | BEL - | ZWE 1   |       | GBR 2   | TSL DNF |       |       | 43     | 5e     | 1             |
| 1980 | Zijspan     | Dennis Trollope Racing | Benga Johansson                        | Fowler-Windle-Yamaha |   |       | FRA 2  | JOE 3 | NED 1 | BEL 1 | FIN 1 | GBR 2 | TSL DNF | DUI 1 |         |         |       |       | 91     | 1e     | 4             |
| 1981 | Zijspan     | Dennis Trollope Racing | Benga Johansson                        | Fowler-Windle-Yamaha |   | OOS 1 | DUI 2  |       | FRA 2 | SPA 9 |       | NED 2 | BEL 2   |       | GBR DNF | FIN 1   | ZWE 3 | TSL 3 | 87     | 3e     | 2             |
| 1982 | Zijspan     | Dennis Trollope Racing | Benga Johansson                        | Fowler-Windle-Yamaha |   | OOS 4 |        |       |       | NED 6 | BEL 3 |       | GBR DNF | ZWE 3 | FIN (†) | TSL -   | SMR - | DUI - | 33     | 5e     | 0             |

## Isle of Man TT resultaten
| Jaar | Klasse             | Team                   | Bakkenist       | Motorfiets           | Plaats |
| ---- | ------------------ | ---------------------- | --------------- | -------------------- | ------ |
| 1978 | Sidecar TT Leg One | Dennis Trollope Racing | Kenny Arthur    | Fowler-Windle-Yamaha | 2      |
| 1978 | Sidecar TT Leg Two | Dennis Trollope Racing | Kenny Arthur    | Fowler-Windle-Yamaha | 3      |
| 1979 | Sidecar TT Leg One | Dennis Trollope Racing | Gordon Russell  | Fowler-Windle-Yamaha | DNF    |
| 1979 | Sidecar TT Leg Two | Dennis Trollope Racing | Gordon Russell  | Fowler-Windle-Yamaha | 16     |
| 1980 | Sidecar TT Leg One | Dennis Trollope Racing | Benga Johansson | Fowler-Windle-Yamaha | 2      |
| 1980 | Sidecar TT Leg Two | Dennis Trollope Racing | Benga Johansson | Fowler-Windle-Yamaha | 1      |
| 1981 | Sidecar TT Leg One | Dennis Trollope Racing | Benga Johansson | Fowler-Windle-Yamaha | 1      |
| 1981 | Sidecar TT Leg Two | Dennis Trollope Racing | Benga Johansson | Fowler-Windle-Yamaha | 1      |
| 1982 | Sidecar TT Leg One | Dennis Trollope Racing | Benga Johansson | Fowler-Windle-Yamaha | 18     |
| 1982 | Sidecar TT Leg Two | Dennis Trollope Racing | Benga Johansson | Fowler-Windle-Yamaha | 1      |